# 1816 Liberia
Az 1816 Liberia (ideiglenes jelöléssel 1936 BD) a Naprendszer kisbolygóövében található aszteroida. Cyril Jackson fedezte fel 1936. január 29-én.